# Heinrich Mussinghoff
Heinrich Mussinghoff, né le 29 octobre 1940 à Rosendahl (Rhénanie-du-Nord-Westphalie, Allemagne), est un prélat catholique allemand, évêque d'Aix-la-Chapelle de 1994 à 2015.

## Biographie
Heinrich Mussinghoff étudie la philosophie et la théologie catholique à l'Université de Münster et Fribourg en Brisgau. Le 4 mars 1967, il est ordonné diacre. Le 29 juin 1968, il est ordonné prêtre par Joseph Höffner, évêque de Munster. De 1971 à 1976, il exerce alors la charge de  secrétaire de Heinrich Tenhumberg puis obtient son diplôme en théologie, en 1978, grâce à sa thèse sur les tensions entre l'Église et l'État après le Concordat de Prusse. 
En 1980, Heinrich Mussinghoff devient membre du chapitre de la cathédrale de Munster. Puis, de 1981 à 1995, après avoir terminé ses études en droit canonique à l'Université grégorienne de Rome, il sert comme chef de bureau à la Cour ecclésiastique à Münster. Enfin, en 1990, il devient doyen de Münster. 
À la suite de la mort de Klaus Hemmerle (de), survenue le 23 janvier 1994, Heinrich Mussinghoff est nommé évêque d'Aix-la-Chapelle, le 12 décembre 1994, par le pape Jean-Paul II. Il est alors consacré évêque le 11 février 1995 par le cardinal Joachim Meisner, assisté de Reinhard Lettmann et Gerd Dicke (de). Il choisit comme devise épiscopale « Parate viam Domini » (« Préparez le chemin du Seigneur »). 
En 1998, il est nommé Grand Officier de l'ordre équestre du Saint-Sépulcre de Jérusalem par le cardinal Carlo Furno ; il est alors investi le 9 mai 1998, par Anton Schlembach, Grand Prieur de la Lieutenance allemande, en la cathédrale de Mayence. 
Au sein de la Curie, il est membre de la Tribunal suprême de la Signature apostolique depuis 1995 et de la Congrégation pour le Clergé depuis 1999.
De 1999 à 2011, il exerce la charge de vice-président de la Conférence épiscopale allemande. Depuis 2006, il est président de la sous-commission concernant les questions sur le judaïsme et est également membre du groupe de discussion entre catholiques et évangéliques.
Le 8 décembre 2015, le pape François accepte sa démission pour raison d'âge

## Succession apostolique
Heinrich Mussinghoff a ordonné les évêques suivants :
- Évêque Karl Borsch (2004)
- Évêque Johannes Bündgens (2006)